# Élections régionales en Rhénanie-du-Nord-Westphalie
 (signalé en juin 2025).
Si vous disposez d'ouvrages ou d'articles de référence ou si vous connaissez des sites web de qualité traitant du thème abordé ici, merci de compléter l'article en donnant les références utiles à sa vérifiabilité et en les liant à la section « Notes et références ».
- Archive Wikiwix
- Bing
- Cairn
- DuckDuckGo
- E. Universalis
- Gallica
- Google
- G. Books
- G. News
- G. Scholar
- Persée
- Qwant
- (zh) Baidu
- (ru) Yandex
- (wd) trouver des œuvres sur Wikidata

Les élections régionales en Rhénanie-du-Nord-Westphalie (en allemand : Landtagswahl in Nordrhein-Westfalen) sont organisées tous les cinq ans dans le Land de Rhénanie-du-Nord-Westphalie, sauf en cas de dissolution anticipée, afin de désigner les députés régionaux qui siègent au sein du Landtag.

## Résumé
| Élections au Landtag de Rhénanie-du-Nord-Westphalie |               |                        |               |                            |        |           |                    |                        |
| Année                                               | Participation | Hémicycle              | Parti en tête | Parti en tête              | Score  | Sièges    | Ministre-président | Ministre-président     |
| 1947                                                | 67,31 %       |                        |               | Union chrétienne-démocrate | 37,6 % | 92 / 216  |                    | Karl Arnold (CDU)      |
| 1950                                                | 72,34 %       |                        |               | Union chrétienne-démocrate | 36,9 % | 93 / 215  |                    | Karl Arnold (CDU)      |
| 1954                                                | 72,64 %       |                        |               | Union chrétienne-démocrate | 41,3 % | 90 / 200  |                    | Karl Arnold (CDU)      |
| 1954                                                | 72,64 %       | Fritz Steinhoff (SPD)  |               | Union chrétienne-démocrate | 41,3 % | 90 / 200  |                    |                        |
| 1958                                                | 76,57 %       |                        |               | Union chrétienne-démocrate | 50,5 % | 104 / 200 |                    | Franz Meyers (CDU)     |
| 1962                                                | 73,40 %       |                        |               | Union chrétienne-démocrate | 46,4 % | 96 / 200  |                    | Franz Meyers (CDU)     |
| 1966                                                | 76,53 %       |                        |               | Parti social-démocrate     | 49,5 % | 99 / 200  |                    | Franz Meyers (CDU)     |
| 1966                                                | 76,53 %       | Heinz Kühn (SPD)       |               | Parti social-démocrate     | 49,5 % | 99 / 200  |                    |                        |
| 1970                                                | 73,50 %       |                        |               | Union chrétienne-démocrate | 46,3 % | 95 / 200  |                    | Heinz Kühn (SPD)       |
| 1975                                                | 86,06 %       |                        |               | Union chrétienne-démocrate | 47,1 % | 95 / 200  |                    | Heinz Kühn (SPD)       |
| 1975                                                | 86,06 %       | Johannes Rau (SPD)     |               | Union chrétienne-démocrate | 47,1 % | 95 / 200  |                    |                        |
| 1980                                                | 80,00 %       |                        |               | Parti social-démocrate     | 48,4 % | 106 / 201 |                    | Johannes Rau (SPD)     |
| 1985                                                | 75,25 %       |                        |               | Parti social-démocrate     | 52,1 % | 125 / 227 |                    | Johannes Rau (SPD)     |
| 1990                                                | 71,75 %       |                        |               | Parti social-démocrate     | 50,0 % | 122 / 237 |                    | Johannes Rau (SPD)     |
| 1995                                                | 64,05 %       |                        |               | Parti social-démocrate     | 46,0 % | 108 / 221 |                    | Johannes Rau (SPD)     |
| 1995                                                | 64,05 %       | Wolfgang Clement (SPD) |               | Parti social-démocrate     | 46,0 % | 108 / 221 |                    |                        |
| 2000                                                | 56,73 %       |                        |               | Parti social-démocrate     | 42,8 % | 102 / 231 |                    | Wolfgang Clement (SPD) |
| 2000                                                | 56,73 %       | Peer Steinbrück (SPD)  |               | Parti social-démocrate     | 42,8 % | 102 / 231 |                    |                        |
| 2005                                                | 62,99 %       |                        |               | Union chrétienne-démocrate | 44,8 % | 89 / 187  |                    | Jürgen Rüttgers (CDU)  |
| 2010                                                | 59,32 %       |                        |               | Union chrétienne-démocrate | 34,6 % | 67 / 181  |                    | Hannelore Kraft (SPD)  |
| 2012                                                | 59,6 %        |                        |               | Parti social-démocrate     | 39,1 % | 99 / 237  |                    | Hannelore Kraft (SPD)  |
| 2017                                                | 65,15 %       |                        |               | Union chrétienne-démocrate | 33,0 % | 72 / 199  |                    | Armin Laschet (CDU)    |
| 2017                                                | 65,15 %       | Hendrik Wüst (CDU)     |               | Union chrétienne-démocrate | 33,0 % | 72 / 199  |                    |                        |
| 2022                                                | 55,54 %       |                        |               | Union chrétienne-démocrate | 35,7 % | 76 / 195  |                    | Hendrik Wüst (CDU)     |